# Howard Hughes
Howard Robard Hughes Jr. (Humble, 24 dicembre 1905 – Houston, 5 aprile 1976) è stato un aviatore, regista e produttore cinematografico statunitense.
Ideò, progettò e costruì l'aeroplano Hughes H-4 Hercules, comunemente noto come Spruce goose.
Fu anche un grande uomo d'affari, investitore e filantropo, diventando uno degli uomini più influenti a livello finanziario nel mondo. Più tardi nella sua vita diventò sempre più eccentrico, probabilmente per colpa di un disturbo ossessivo-compulsivo, di un dolore cronico in seguito a un incidente quasi fatale in aereo e di una sordità sempre più accentuata.

## Biografia

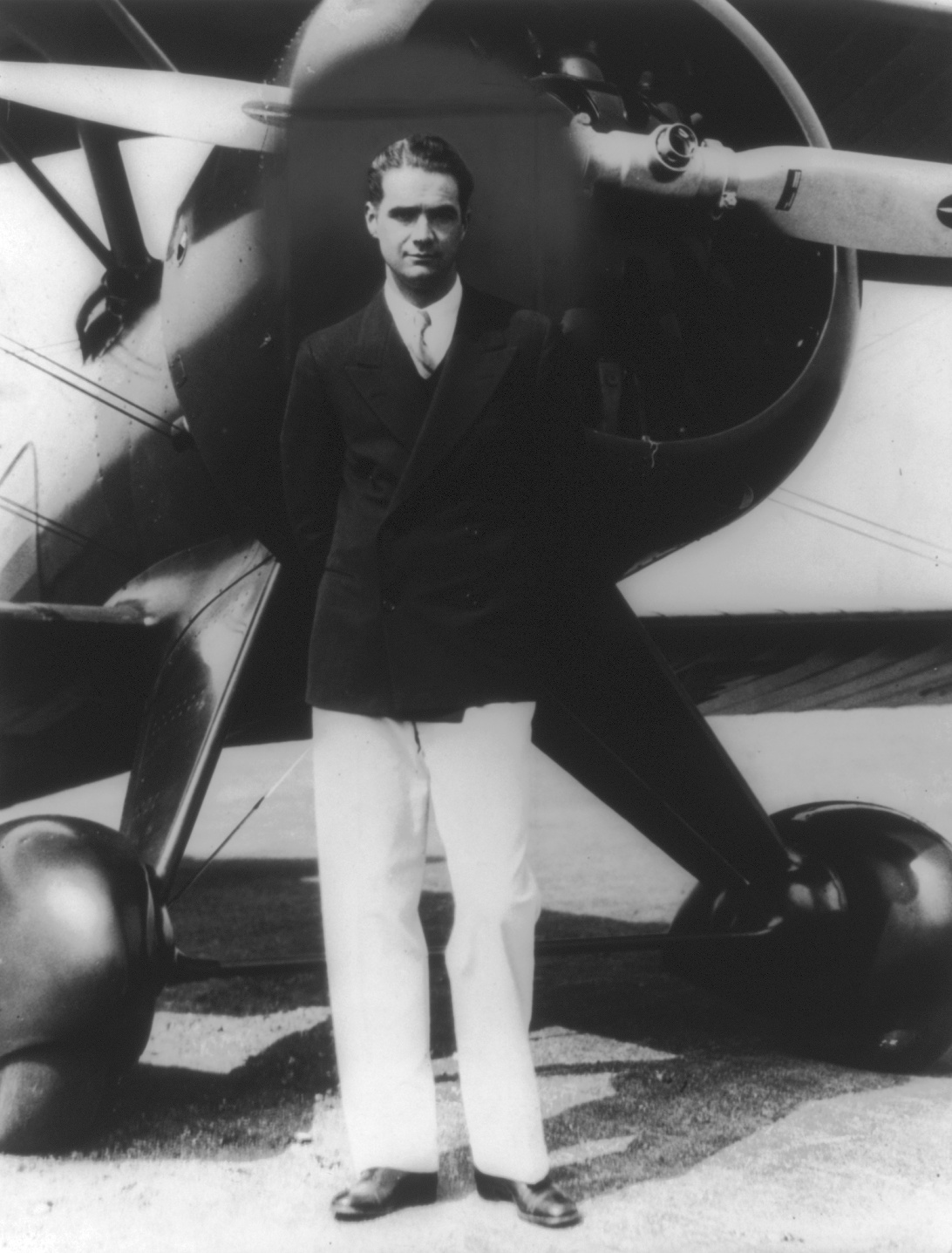
Howard Hughes davanti al suo Boeing 100 negli anni quaranta

Hughes ebbe una personalità complessa, contraddittoria e, a detta di molti, estremamente geniale e dotata di grande iniziativa. Probabilmente originario della cittadina texana di Humble, anche se ufficialmente risulta nato a Houston, soffrì a lungo di disturbi mentali, dovuti quasi certamente a una forma di sifilide contratta in gioventù, con violente e frequenti crisi di ossessione compulsiva che lo costringevano ad autorecludersi nella propria abitazione.
Il padre, Howard Sr., divenne un magnate del petrolio dopo che nel 1909 brevettò uno scalpello di perforazione con corona ricoperta di diamanti che penetrava ogni tipo di roccia. Con la morte del padre nel 1924 ereditò la Hughes Tool Company. Nel 1929 divorziò dalla prima moglie Ella Rice, sposata nel 1925.
Hughes nel 1926 divenne un produttore cinematografico indipendente con The Caddo Company. Tra i film più conosciuti da lui prodotti o diretti figurano Gli angeli dell'inferno (1930), di cui curò la regia e che dedicò interamente al mondo dell'aviazione, e Il mio corpo ti scalderà (1943), un western che fece scalpore per l'esordio della ventiduenne Jane Russell.
Fra gli anni trenta e gli anni quaranta fu considerato l'uomo più ricco e potente degli Stati Uniti. Gli furono attribuite relazioni con diverse attrici, fra cui Katharine Hepburn, Bette Davis, Jean Harlow, Ginger Rogers, Lana Turner, Faith Domergue e Ava Gardner. Fu poi sposato dal 1957 al 1971 con l'attrice Jean Peters. Hughes ebbe diversi guai con l'establishment politico e industriale, probabilmente a causa del proprio carattere eccentrico. Dal 1948 al 1955 ottenne il controllo dell'importante major cinematografica RKO Pictures, che dovette però poi cedere in virtù delle leggi antitrust.

Sorte migliore ebbero la sua casa di produzione di aerei, la Hughes Aircraft, che fondò nel 1932, entrata prepotentemente in competizione sul mercato aeronautico USA e nella quale il produttore investì una fortuna, e la compagnia aerea Trans World Airlines (TWA) che egli acquisì nel 1939, aprendo nel 1946 i collegamenti Stati Uniti-Europa.

Lo Hughes H-4 Hercules è stato fino al 2019 l'aereo con la più grande apertura alare e altezza mai costruito. Fu un ottimo pilota, e nel 1935 con il suo Hughes H-1 Racer stabilì il record mondiale di velocità con 566 km/h. Hughes nel 1938 fece anche il giro del mondo in aereo in tre giorni, diciannove ore e diciassette minuti.

Si vide spesso preclusa la corsa all'Oscar, evidentemente a causa dei dissapori con diversi membri della MPAA (Motion Picture Association of America), e trascorse gli ultimi anni di vita in giro per il mondo, con frequenti soste in cliniche di lusso. Morì durante un volo di trasferimento dal Messico all'ospedale metodista di Houston, dove si sarebbe dovuto sottoporre a un nuovo ricovero. Non lasciando alcun testamento, la sua eredità - calcolata in circa 5 miliardi di dollari dell'epoca - fu per decenni contesa tra una cinquantina di pretendenti, fra i quali decine di presunti figli illegittimi.

### Vita privata

#### Prime storie
Nel 1929, la moglie di Hughes, Ella, tornò a Houston e chiese il divorzio. Hughes frequentò molte donne famose, tra cui Billie Dove, Faith Domergue, Bette Davis, Ava Gardner, Olivia de Havilland, Katharine Hepburn, Hedy Lamarr, Ginger Rogers, Janet Leigh, Rita Hayworth, Mamie Van Doren e Gene Tierney. Cercò anche di fidanzarsi con Joan Fontaine, secondo la sua autobiografia No Bed of Roses. Jean Harlow lo accompagnò alla première di Gli angeli dell'inferno, ma Noah Dietrich avrebbe scritto molti anni dopo che la relazione era strettamente professionale, dal momento che Hughes apparentemente non amava Harlow. Nel suo libro del 1971, Howard: The Amazing Mr. Hughes, Dietrich disse che a Hughes piaceva e stimava sinceramente Jane Russell, ma non cercava mai un coinvolgimento romantico con lei.
Secondo l'autobiografia di Russell, tuttavia, una volta Hughes cercò di portarla a letto dopo una festa. Russell (che all'epoca era sposata) lo rifiutò e Hughes promise che non sarebbe mai più successo. I due hanno mantenuto un'amicizia professionale e privata per molti anni. Hughes rimase molto amico di Gene Tierney che, dopo i suoi falliti tentativi di sedurla, avrebbe detto: «Non credo che Howard potesse amare qualsiasi cosa che non avesse un motore». Più tardi, quando la figlia di Tierney, Daria, nacque sorda e cieca e con una grave difficoltà di apprendimento a causa della rosolia della Tierney durante la gravidanza, Hughes fece in modo che Daria ricevesse le migliori cure mediche pagando tutte le spese.

#### Rievocazioni

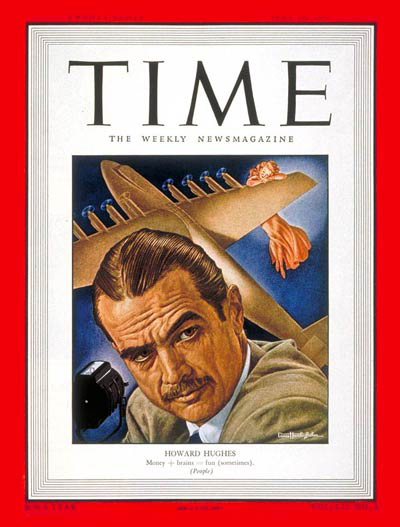
Howard Hughes sulla copertina del settimanale TIME nel 1948

Vita, opere, passione e (geniale) follia di Howard Hughes sono state spesso rievocate per il cinema e per la televisione; anche il mondo dei fumetti si è occupato di lui: Stan Lee basa il personaggio di Tony Stark sullo stile di vita e il carattere di Hughes. Nel 1964 la sua figura fu interpretata da George Peppard nel film L'uomo che non sapeva amare, tratto dall'omonimo romanzo di Harold Robbins.
Sulla sua vita stravagante si narrano numerosi aneddoti: come, ad esempio, l'aver pagato un milione di dollari di penale per portare via Katharine Hepburn, "rapita" con un aereo dalla scena di un film di un produttore avversario. O l'aver comprato tutti i biglietti aerei degli USA verso l'estero per un giorno, per impedire ad Ava Gardner di espatriare dopo un litigio. O il mantenere in altrettanti appartamenti, spesate di vitto, 200 modelle reclutate sulle riviste di moda, in cambio di un'ipotetica disponibilità di una cena e di una notte d'amore: quasi nessuna lo vide mai. O l'aver comprato un grattacielo di 45 piani, svuotato dagli inquilini, per dormire all'ultimo piano, in una scatola di vetro disinfettata con antibiotici (per questo fatto il cartoonist Al Capp, autore di "Li'l Abner", lo prese in giro in una strip).
In tempi recenti la figura del produttore-aviatore è stata raccontata, con sufficiente aderenza alla realtà, nel film The Aviator del 2004, diretto da Martin Scorsese e interpretato da Leonardo DiCaprio, premiato con tre Golden Globe e cinque Oscar.
È stato anche protagonista indiretto del film L'imbroglio - The Hoax, girato da Lasse Hallström nel 2006, in cui un giornalista, interpretato da Richard Gere, inventa un libro-intervista su Hughes.
Ancora prima fu Orson Welles, nel film F come falso (F for Fake) del 1975, a raccontare le immaginarie vicende di un falsario, sedicente biografo del magnate texano, e Jonathan Demme con Una volta ho incontrato un miliardario (Melvin and Howard) del 1980. È presente anche nel film del 1991 Le avventure di Rocketeer, interpretato dall'attore Terry O'Quinn.
Il personaggio di Robert House che appare nel videogioco Fallout: New Vegas, proprietario dell'omonima città post-apocalittica, è stato creato basandosi su Howard Hughes.
Nell'episodio 10 della stagione 5 de I Simpson il signor Burns, arricchitosi ulteriormente grazie a un casinò, inizia ad avere disturbi mentali, si ricovera in una clinica terrorizzato dai germi e inizia a progettare aerei da trasporto; tre ovvi riferimenti a Howard Hughes.

## Filmografia

### Regista
- Gli angeli dell'inferno (Hell's Angels) (1930)
- Il mio corpo ti scalderà (The Outlaw) (1943)

### Sceneggiatore
- Il suo tipo di donna (His Kind of Woman) (1951)

### Produttore
- Swell Hogan (1926)
- Everybody's Acting (1926)
- Two Arabian Knights, regia di Lewis Milestone (1927)
- The Mating Call (1928)
- Gli angeli dell'inferno (Hell's Angels) (1930)
- The Front Page (1931)
- The Age for Love (1931)
- Cock of the Air (1932)
- Il coraggio della paura (Sky Devils), regia di A. Edward Sutherland (1932)
- Scarface - Lo sfregiato (Scarface), regia di Howard Hawks (1932)
- Il mio corpo ti scalderà (The Outlaw) (1943)
- Tragico oriente (Behind the Rising Sun) (1943)
- Meglio un mercoledì da leone (The Sin of Harold Diddlebock) (1947)
- Il tatuaggio misterioso (The Tattooed Stranger) (1950)
- La vendicatrice (Vendetta), regia di Mel Ferrer (1950)
- Il suo tipo di donna (His Kind of Woman) (1951)
- Il lago in pericolo, regia di William Cameron Menzies (1951)
- Quattro ragazze all'abbordaggio (Two Tickets to Broadway) (1951)
- La città del piacere (The Las Vegas Story) (1952)
- L'avventuriero di Macao (Macao) (1952)
- Duello sulla Sierra Madre (Second Chance) (1953)
- Louisiana Territory (1953)
- La linea francese (The French Line), regia di Lloyd Bacon (1954)
- Il tesoro sommerso (Underwater!), regia di John Sturges (1955)
- Il figlio di Sinbad (Son of Sinbad), regia di Ted Tetzlaff (1955)
- Il conquistatore (The Conqueror) (1956)
- Il pilota razzo e la bella siberiana (Jet Pilot), regia di Josef von Sternberg (1957)

## Opere derivate
- Hughes and Harlow: Angels in Hell, regia di Larry Buchanan (1978)
- Le avventure di Rocketeer, regia di Joe Johnston (1991)
- The Aviator, regia di Martin Scorsese (2004)
- L'imbroglio - The Hoax, regia di Lasse Hallström (2006)
- L'eccezione alla regola, regia di Warren Beatty (2016)